# Apex Legends
Apex Legends — відеогра жанру королівської битви, розроблена компанією Respawn Entertainment та видана корпорацією Electronic Arts. Випуск відеогри відбувся для платформ Microsoft Windows (Origin), PlayStation 4 та Xbox One 4 лютого 2019 року без будь-якого анонсу чи маркетингової кампанії.
Electronic Arts оголосила про своє рішення «закрити» Apex Legends Mobile 31 січня. Компанія зазначила, що конвеєр контенту для гри почав не досягати «планки якості, кількості та темпу».

## Ігровий процес
Ігровий процес містить елементи найрізноманітніших відеоігор, наприклад власного продукту Respawn Entertainment Titanfall та Titanfall 2, а також від багатьох інших королівських битв, шутерів з класовою системою. Є три режими гри: втрьох (тріо), вдвох (дуо) та рейтингові матчі (тріо). Також в грі присутні два режими тренувань: стрільбище та навчання основам гри. Рейтингові та звичайні (тріо) матчі відбуваються однаково, за винятком рейтингових очків, що додаються чи відбираються залежно від результату матчу.
Під час матчу гравці в кількості 60 (20 команд по 3 людини) людей змагаються один проти одного, передислоковуючись загонами на одному острові. Один з гравців контролює приземлення двох своїх товаришів по команді (за потреби два інші гравці можуть відокремитися та приземлитися самостійно). В режимі гри на дві людини (дуо) загони складаються лише з двох гравців, але загальна кількість гравців все одно 60 гравців (30 гравців по 2 особи на загін). Також один з гравців стає випускаючим (який вибирає місце приземлення) та інший гравець, що летить за випускаючим (за потреби може від'єднатися)[джерело?].
Загони мають самостійно розшукувати собі зброю та спорядження для протистояння іншим загонам, в той час, як загальний розмір арени поступово звужується, змушуючи всі загони битися один з одним, доки не залишиться лише один загін-переможець. В грі також передбачені спеціальні набори для медичної допомоги та здатність оживляти полеглих партнерів, які входять в загін гравця, протягом певного часу. Взаємодія між членами команди можлива завдяки голосовому зв'язку та системі позначок (пінг), за допомогою якої можна з легкістю позначати місця амуніцію, напрямок руху та позиції ворогів[джерело?].
У грі пропонується керування одним з 15 персонажів на вибір, 6 з котрих безкоштовні та доступні всім з самого початку гри. Система мікроплатежів дозволяє купувати покращення косметичного характеру. Станом на початок 7 сезону в грі присутні такі персонажі: Банґалор, Бладгаунд, Каустик, Кріпто, Ґібралтар, Лайфлайн, Міраж, Октейн, Патфайндер, Ваттсон, Рейс, Лоба, Рампарт та Горайзон[джерело?].